# Чень Хуншоу
Чень Хуншоу (тр.: 陳洪綬, спр.: 陈洪绶 — пін.: Chén Hóngshòu, 1598 —1652) — китайський художник-портретист часів династії Мін.

## Життєпис
Народився 1598 року у місті Чжуцзі (провінція Чжецзян). Він рано втратив батька — 8 років. У нього рано виявився талант художника. Тому родина відправила Хуншоу до Ханчжоу вчитися живопису. Починаючи з 1613 року його картини стали успішно продаватися. У 1615 році померла його мати, а брат вигнав з дому. Виїхавши до Шаосіна, навчався під керівництвом відомих вчених Лю Цзунчжоу і Хуан Даочжоу. У 1618 році успішно склав іспити на нижчий рівень державного службовця, але так ніколи й не зміг просунутися далі у рівні своєї підготовленості до державної служби.
У 1640 році, бажаючи принести користь державі, Чень Хуншоу вирушив до Пекіна, де був зарахований студентом до імператорського училища Гоцзицзянь. Коли в уряді дізналися, що він вправний у живопису, йому доручили зробити копії портретів усіх відомих імператорів. Згодом Чень Хуншоу став викладати в імператорській Академії живопису. У цей час його улюблені вчителі, Хуан Даочжоу і Лю Цзунчжоу, були вигнані зі столиці за те, що образили імператора своїми прямими і відвертими висловлюваннями. Розуміючи свою нездатність якось реально вплинути на політичну ситуацію, Чень Хуншоу, взявши з собою тільки свого пса, у 1643 році виїхав з Пекіна до рідної провінції, де 1 рік провів у буддистському монастирі.
Після падіння династії Мін у північному Китаї Чень Хуншоу повертається до громадського життя. У 1649 році він переїхав до Ханчжоу. Надалі мандрував провінцією Чжецзян і помер у 1652 році у місті Шаосін.

## Творчість
Чень Хуншоу вже у трирічному віці потайки намалював фреску Гуань Ю (військового героя III ст.), стоячи на стільці. Фреска була заввишки в 1,5 м. Він спеціалізується на різних жанрах: портрети, пейзажі, «квіти і птахи». В його картинах поєднано стилі старовини (часів династій Сун й Тан) й сучасності (династії Мін). Зображення відрізняються емоційністю, гіперболою, символізмом, був своєрідним китайським художником-імпресіоністом. Відомий цикл картин з 48 робіт, присвячений видатним діячам минувшини. Також Чень Хуншоу займався ілюстрацією та гравіюванням книг відомих поетів. Його творчість справила вплив на майбутніх китайських художників, зокрема Жень Боняня.
Також захоплювався каліграфією. Каліграфія Ченя відрізнялася екзотичністю, вільним стилем і легкістю. Йому також належать чудові вірші, які увійшли до книги «Збірка Зали Лунь».